# Afonsoeiro
Afonsoeiro ist eine zum Kreis Montijo gehörende Gemeinde im Distrikt Setúbal in Portugal. Die an einem Flussarm liegende kleine Ortschaft hat 7222 Einwohner (Stand 30. Juni 2011) und eine Fläche von 4,2 km².